# حركة الموضوعية

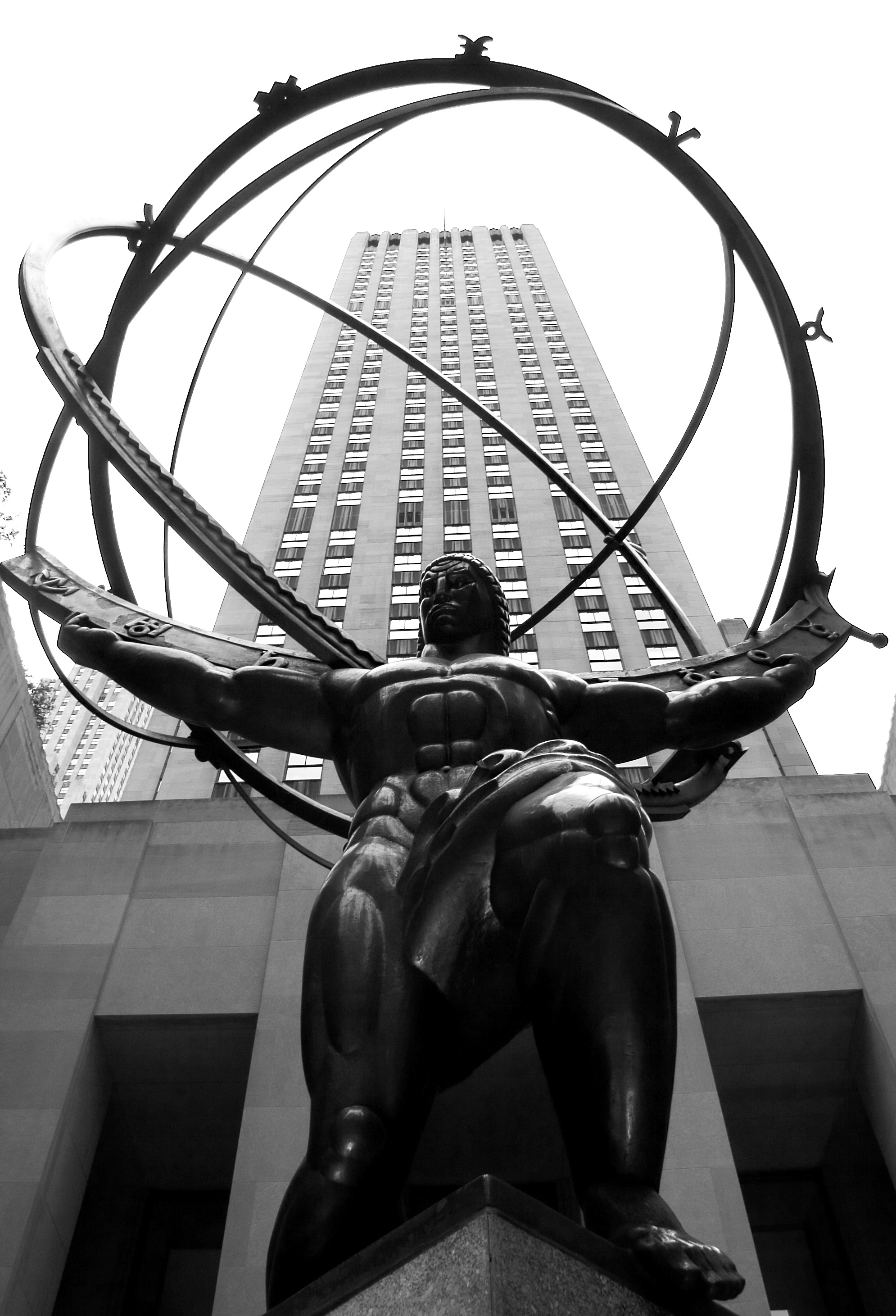

حركة الموضوعية هي حركة أفراد يسعون إلى دراسة وتطوير الموضوعية، وهي الفلسفة التي شرحتها الفيلسوفة الروائية آين راند. بدأت الحركة بشكل غير رسمي في الخمسينيات من القرن الماضي، وكانت تتألف من طلاب يجمعهم اهتمامهم المشترك برواية راند، ذا فاونتنهيد (المنبع). كانت المجموعة، التي سُميت على نحو مثير للسخرية «الجماعة» بسبب مناصرتها الفعلية للفردانية، تتألف في جزء منها من ليونارد بيكوف، وناثانيال براندن، وباربرا براندن، وآلان غرينسبان، وموراي روثبورد. أصبح ناثانيال براندن، الطالب الكندي الشاب الذي كانت أعمال راند بمثابة مصدر إلهام كبير بالنسبة إليه، من الأصدقاء المقربين لراند، وشجع راند على توسيع فلسفتها لتصبح حركة رسمية. منذ هذه البداية غير الرسمية في غرفة معيشة راند، توسعت الحركة إلى مجموعة من خلايا التفكير والمؤسسات الأكاديمية والمنشورات الدورية.

## التاريخ

### الجماعة
كان «الجماعة» هو الاسم الخاص لراند لمجموعة مقربة من الأصدقاء والطلاب والمؤيدين لراند والموضوعية خلال الخمسينيات والستينيات. الأعضاء المؤسسون للجماعة هم ناثانيال براندن، وباربرا براندن، وليونارد بيكوف، وآلان غرينسبان، وجوان كينيدي تايلور، وآلان بلومنتال، وهاري كالبرمان، وإيلاين كالبرمان، وجوان ميتشل، وماري آن سوريس (روكافينا سابقًا). أصبحت هذه المجموعة نواة لحركة متنامية من معجبي راند الذين اختارت راند اسمهم على سبيل المزاح على أساس التزام الفلسفة الموضوعية القوي بالفردانية والاعتراض القوي على جميع أشكال الجماعية. 
بدأت المجموعة في الأصل كتجمع غير رسمي للأصدقاء (العديد منهم أقارب) الذين اعتادوا مقابلة راند خلال عطل نهاية الأسبوع في شقتها في شارع إيست 36 في مدينة نيويورك لمناقشة الفلسفة.  قالت باربرا براندن أن المجموعة التقت «بسبب اهتمام مشترك بالأفكار». استذكر غرينسبان أنه انجذب إلى راند بسبب الإيمان المشترك بـ«أهمية الرياضيات والصرامة الفكرية». اجتمعت المجموعة في شقة راند مرة واحدة على الأقل في الأسبوع، وكانت في كثير من الأحيان تستمر في المناقشة والجدال حتى ساعات الصباح الباكر. حول هذه المناقشات، قال غرينسبان: «كان الحديث مع آين راند مثل بدء لعبة شطرنج وأنا أعتقد أني جيد، وفجأة أجد نفسي في كش ملك». في النهاية، سمحت لهم راند أيضًا ببدء قراءة مخطوطة أطلس شراجد (حينما هز أطلس كتفيه - 1957) أثناء إكمالها. مع مرور السنين، استمرت المجموعة في لعب دور أكبر وأكثر رسمية، وفي تعزيز فلسفة راند من خلال معهد ناثانيال براندن (إن بي آي). ألقى بعض أعضاء الجماعة محاضرات في إن بي آي في مدن في جميع أنحاء الولايات المتحدة، وكتبوا مقالات لنشراتها الإخبارية، نشرة ذا أوبجيكتفست الإخبارية (1962-1965) وذا أوبجيكتفست (1966-1971).
في عام 1968، بعد سلسلة معقدة من الأحداث، طردت راند ناثانيال وباربرا براندن من الجماعة. في السنوات اللاحقة، انهارت المجموعة ببطء لأسباب عديدة. (بقي بيكوف وغرينسبان وسوريس على علاقة مع راند حتى وفاتها. طردت راند كي نولت سميث، بينما غادر آلان وجوان ميتشل بلومنتال وروبرت هيسن من تلقاء أنفسهم). أصبح بيكوف في النهاية وريث راند القانوني والشخص الذي وصفته بأنه أفضل معلم لأفكارها، وقد لُقِّب بـ«الوريث الفكري» لراند. بعد وفاة راند في عام 1982، أسس بيكوف (1985) معهد آين راند لتعزيز الفلسفة الموضوعية. 